# Strečno

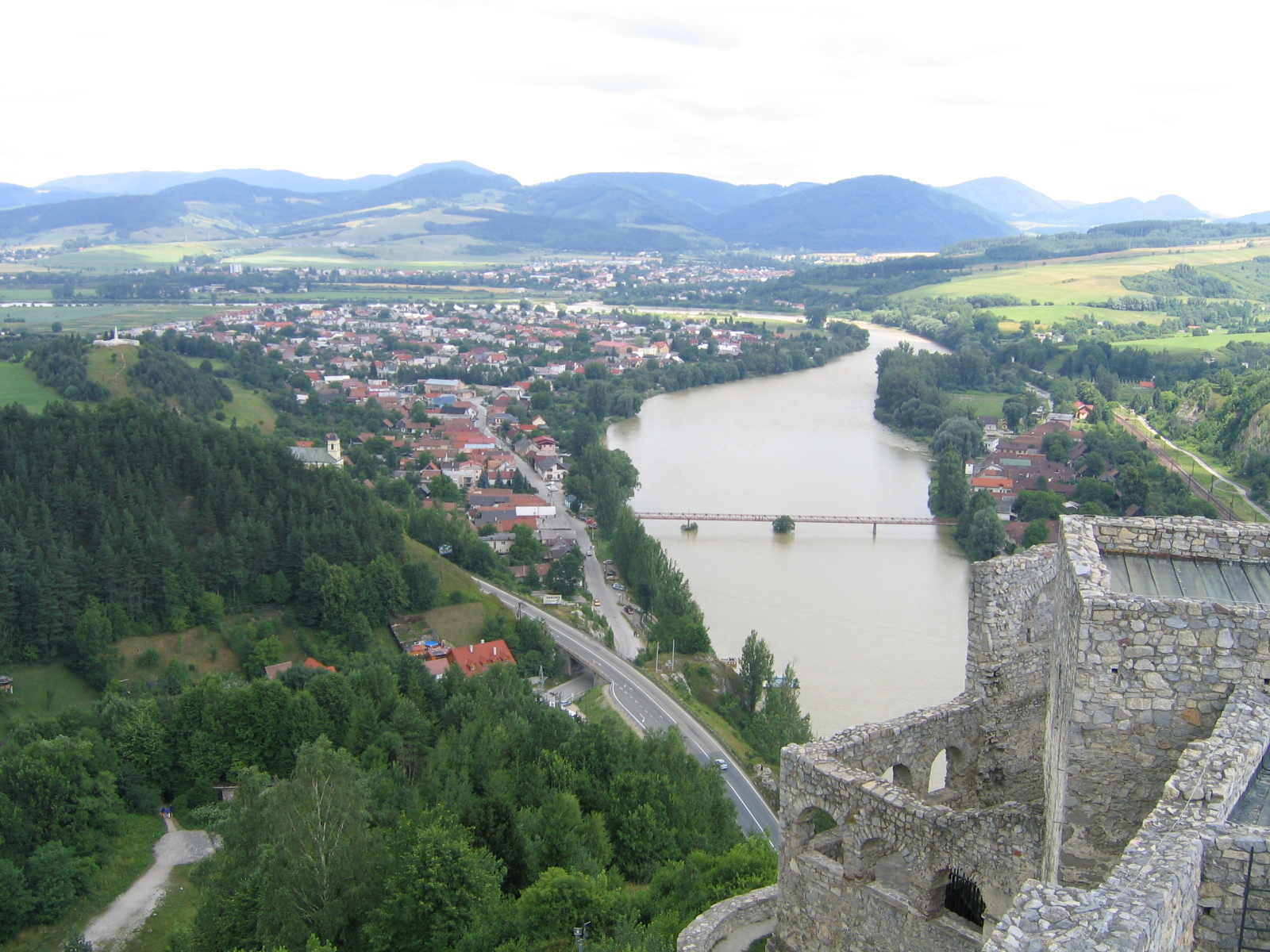
Strečno

Strečno (Hongaars: Sztrecsény) is een Slowaakse gemeente in de regio Žilina, en maakt deel uit van het district Žilina.
Strečno telt 2.656 inwoners.